# Listă de actori sârbi
Aceasta este o listă de actori sârbi:

Cuprins: Început - 0–9 A B C D E F G H I J K L M N O P Q R S T U V W X Y Z

## A

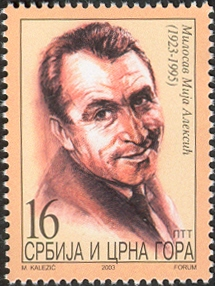
Mija Aleksić

- Aleksandra Alač
- Mija Aleksić
- Sasha Alexander
- Slobodan Aligrudić
- Stole Aranđelović
- Neda Arnerić
- Michel Auclair
- Coco Austin

## B

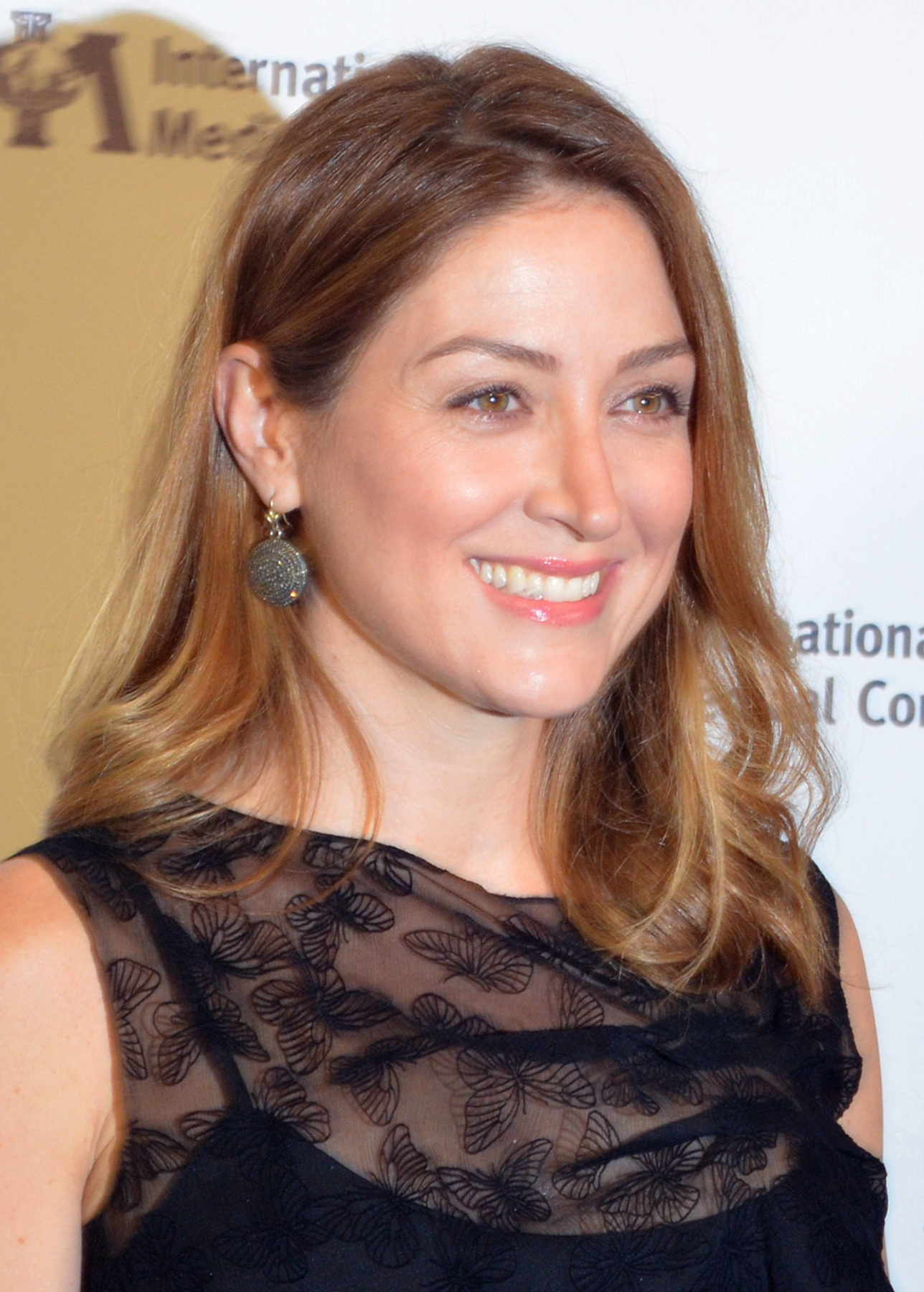
Sasha Alexander

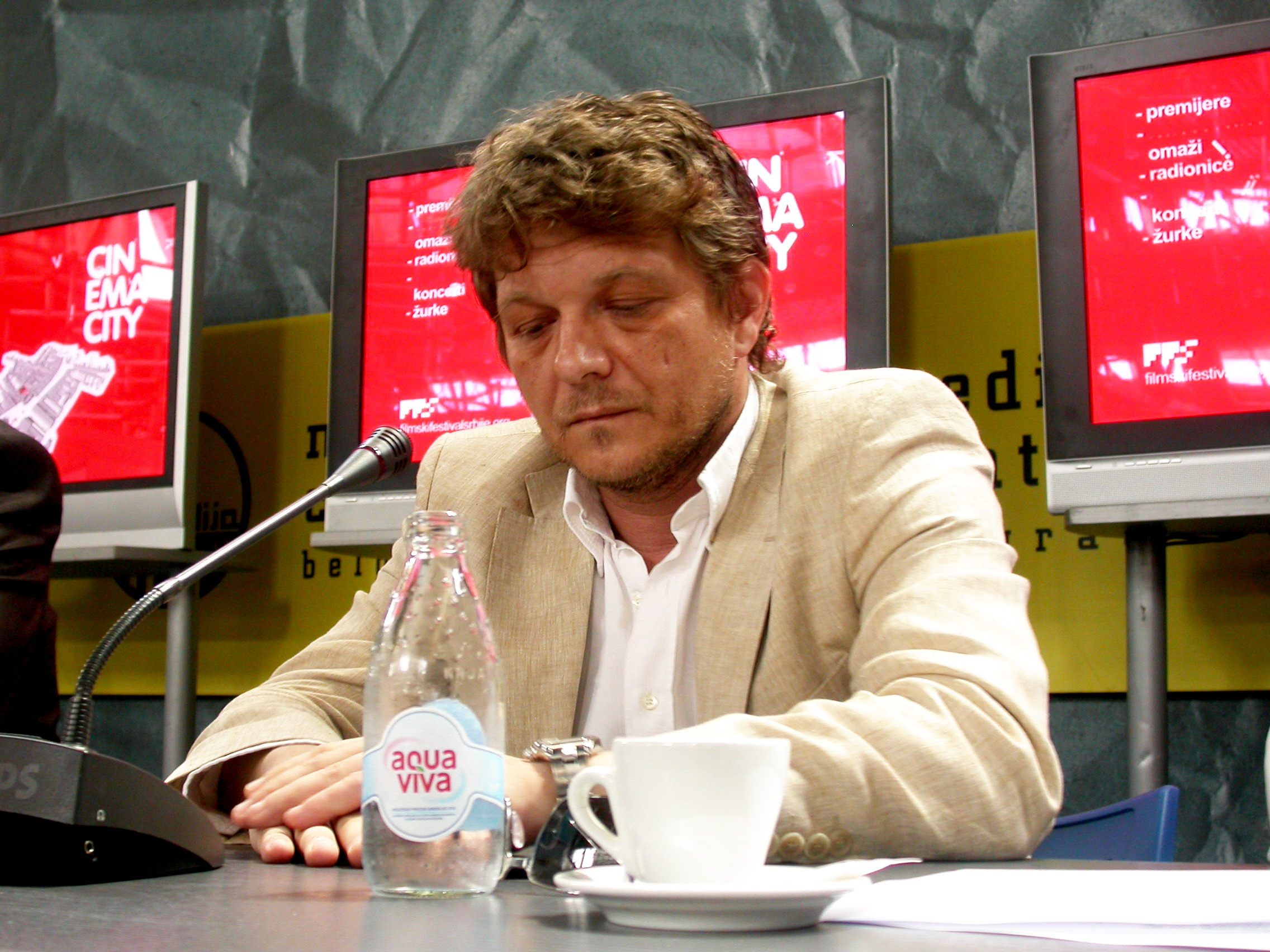
Dragan Bjelogrlić

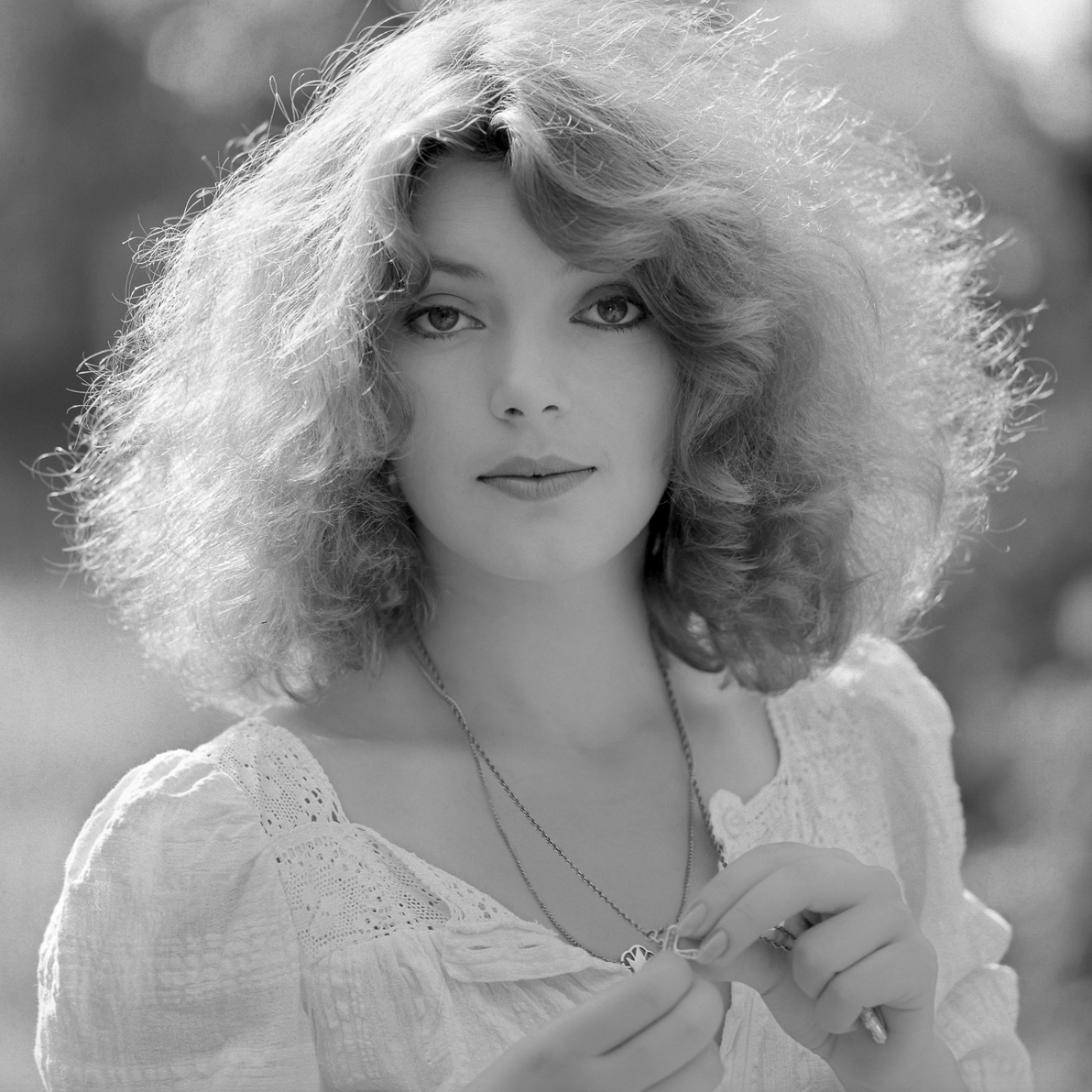
Tanja Bošković

- Radoš Bajić
- Nebojša Bakočević
- Ljubomir Bandović
- Petar Banićević
- Mira Banjac
- María Baxa
- Zoran Bečić
- Troian Bellisario
- Aleksandar Berček
- Severin Bijelić
- Miloš Biković
- Predrag Bjelac
- Dragan Bjelogrlić
- Ljiljana Blagojević
- Ljubinka Bobić
- Dragomir Bojanić
- Svetlana Bojković
- Ivan Bosiljčić
- Tanja Bošković
- Petar Božović
- Vojislav Brajović
- Branimir Brstina
- Timothy John Byford

## C

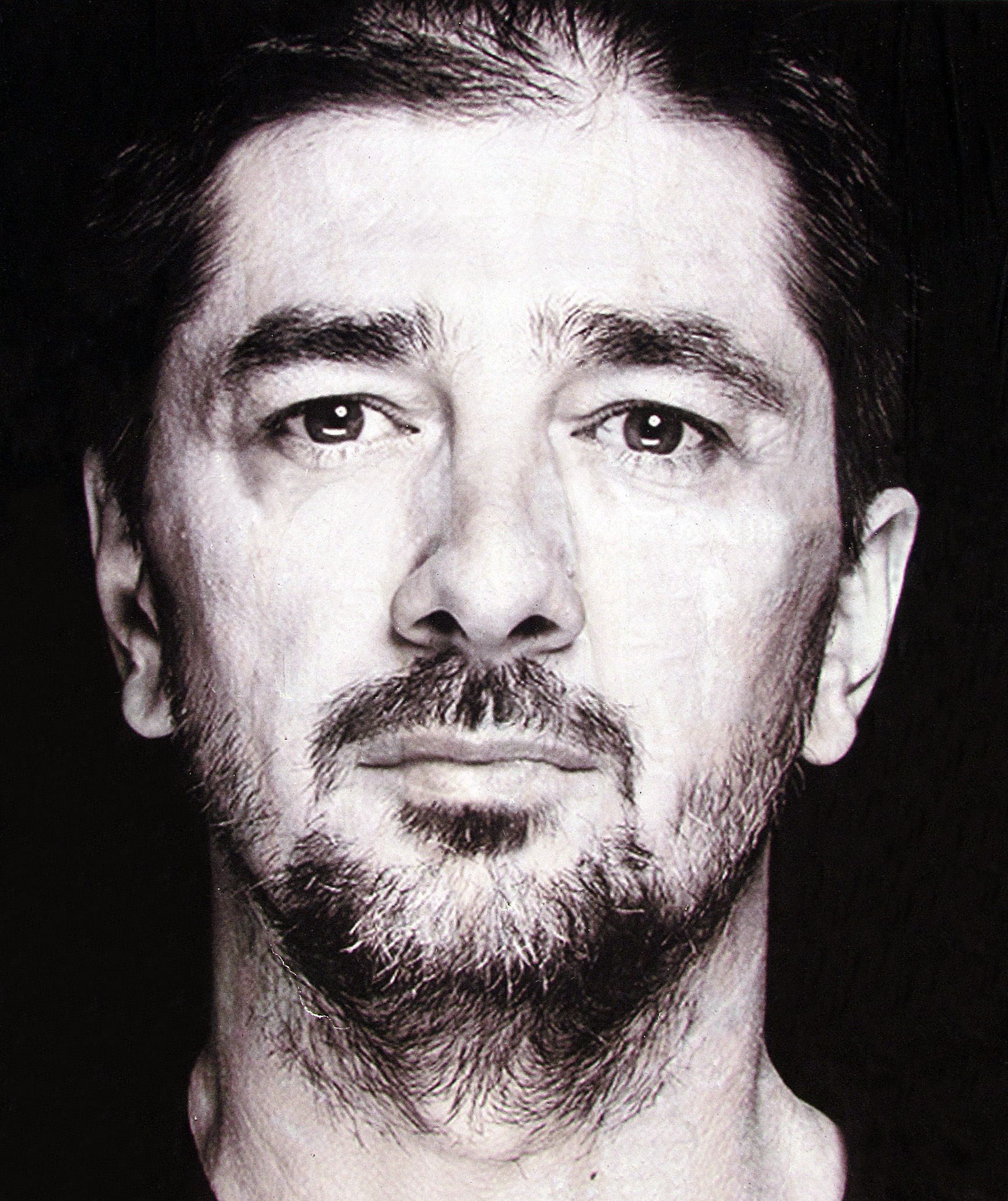
Vojin Ćetković

- Branko Cvejić
- Zoran Cvijanović

## Č

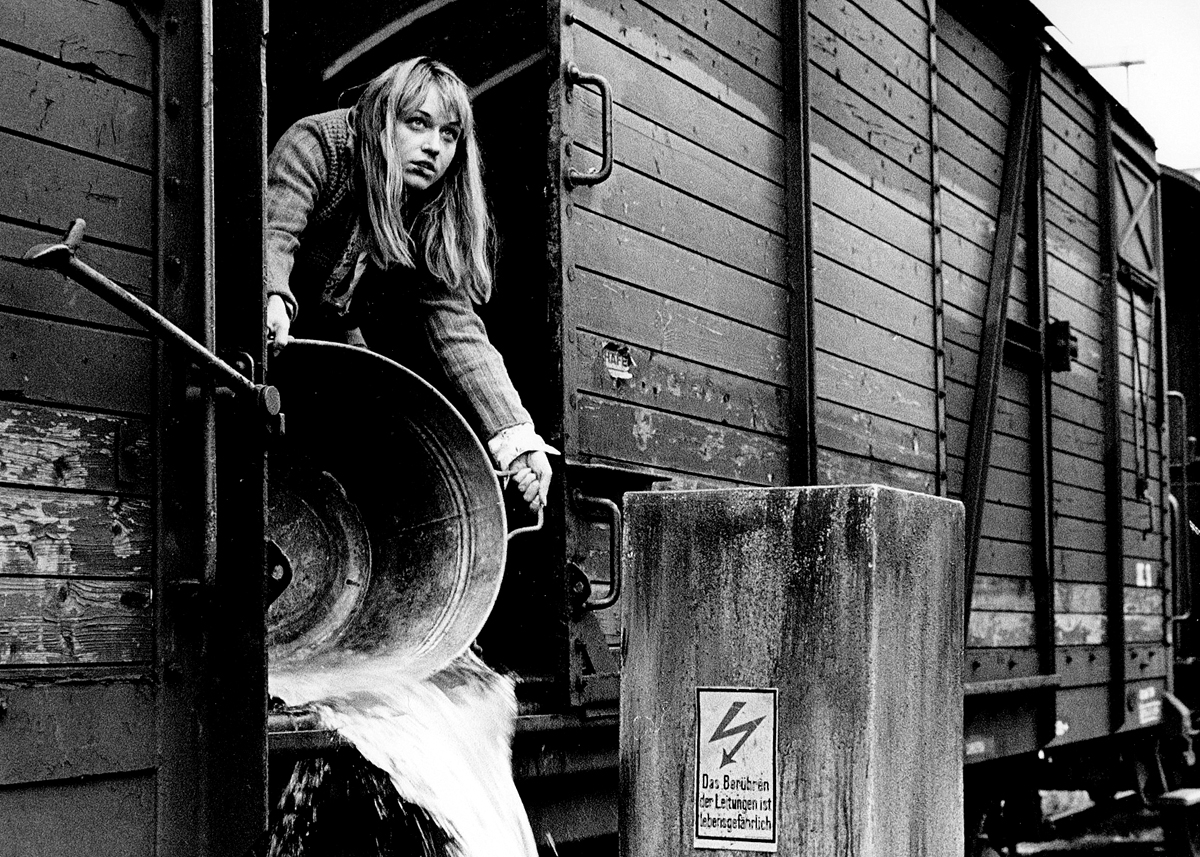
Anica Dobra

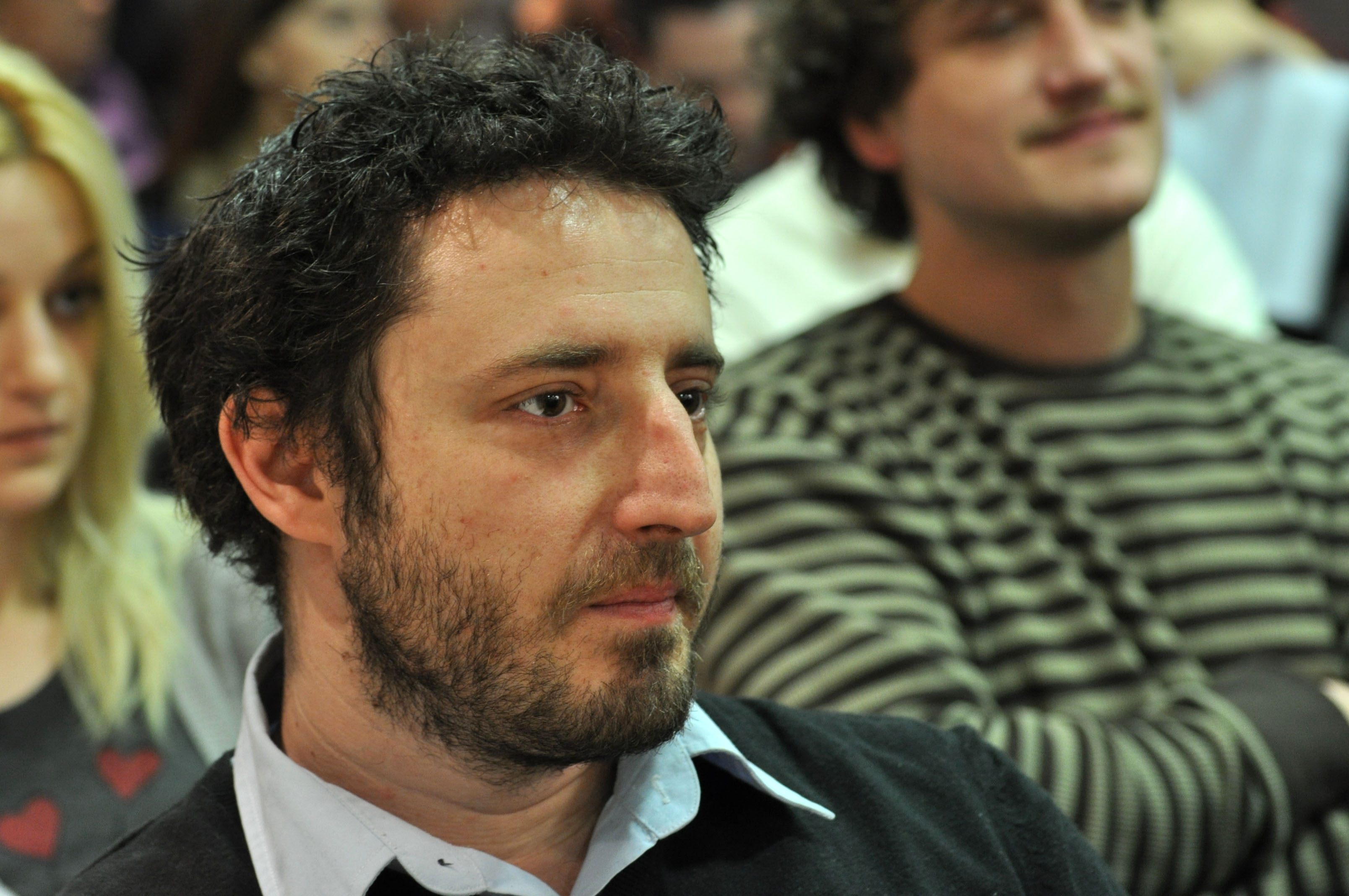
Nikola Đuričko

- Vesna Čipčić
- Dragomir Čumić

## Ć

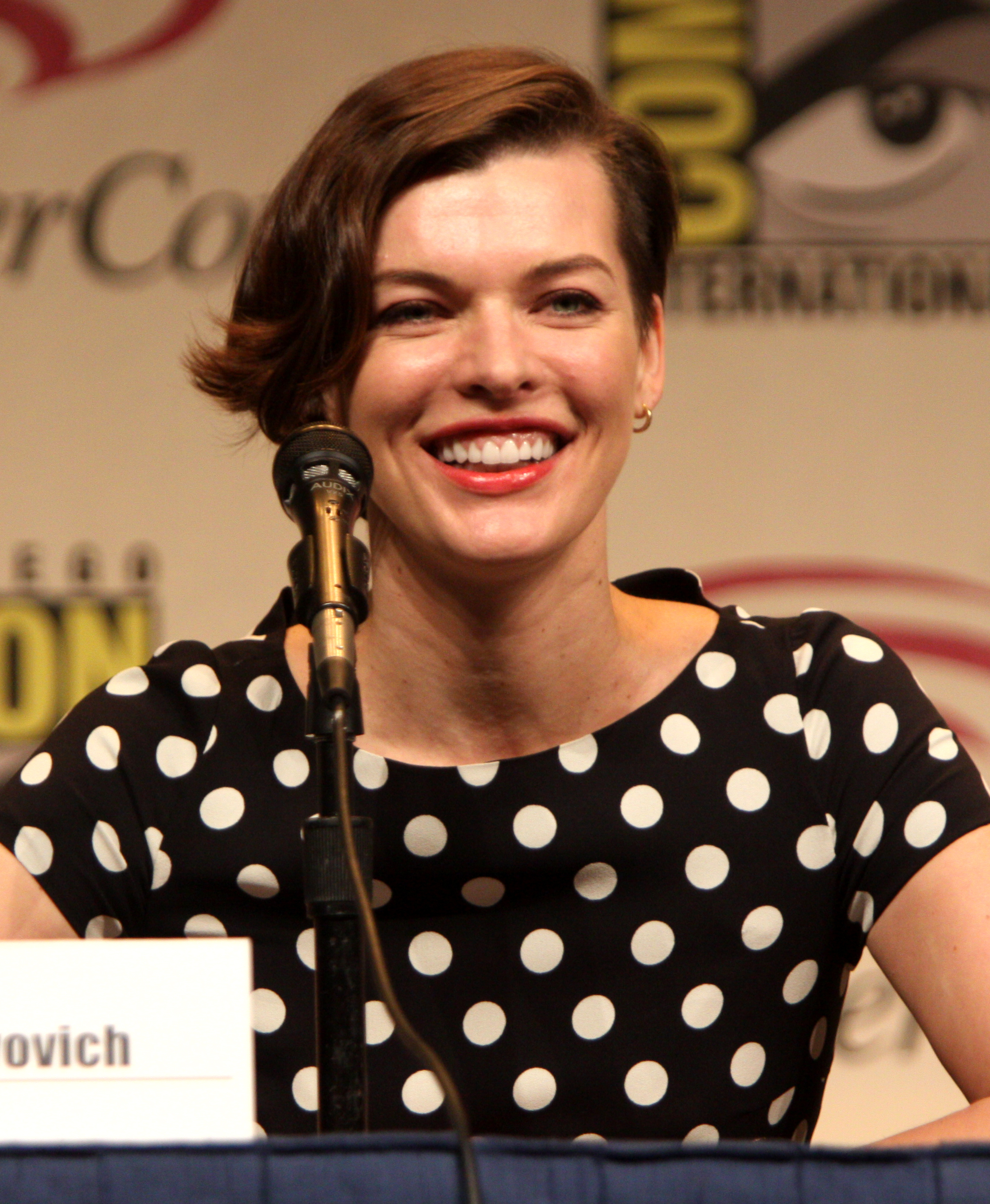
Milla Jovovich

- Vojin Ćetković
- Ljubomir Ćipranić

## D
- Lolita Davidovich
- Brad Dexter
- Bogdan Diklić
- Divine
- Anica Dobra
- Mike Dopud
- Tamara Dragičević
- Milena Dravić
- Davor Dujmović

## Đ
- Jasna Đuričić
- Uroš Đurić
- Nikola Đuričko
- Tomanija Đuričko

## E
- Predrag Ejdus
- Vanja Ejdus

## F
- Bekim Fehmiu
- Rahela Ferari

## G
- Igor Galo
- Nebojša Glogovac
- Svetislav Goncić
- Milena Govich
- Angela Gregovic
- Milan Gutović

## I

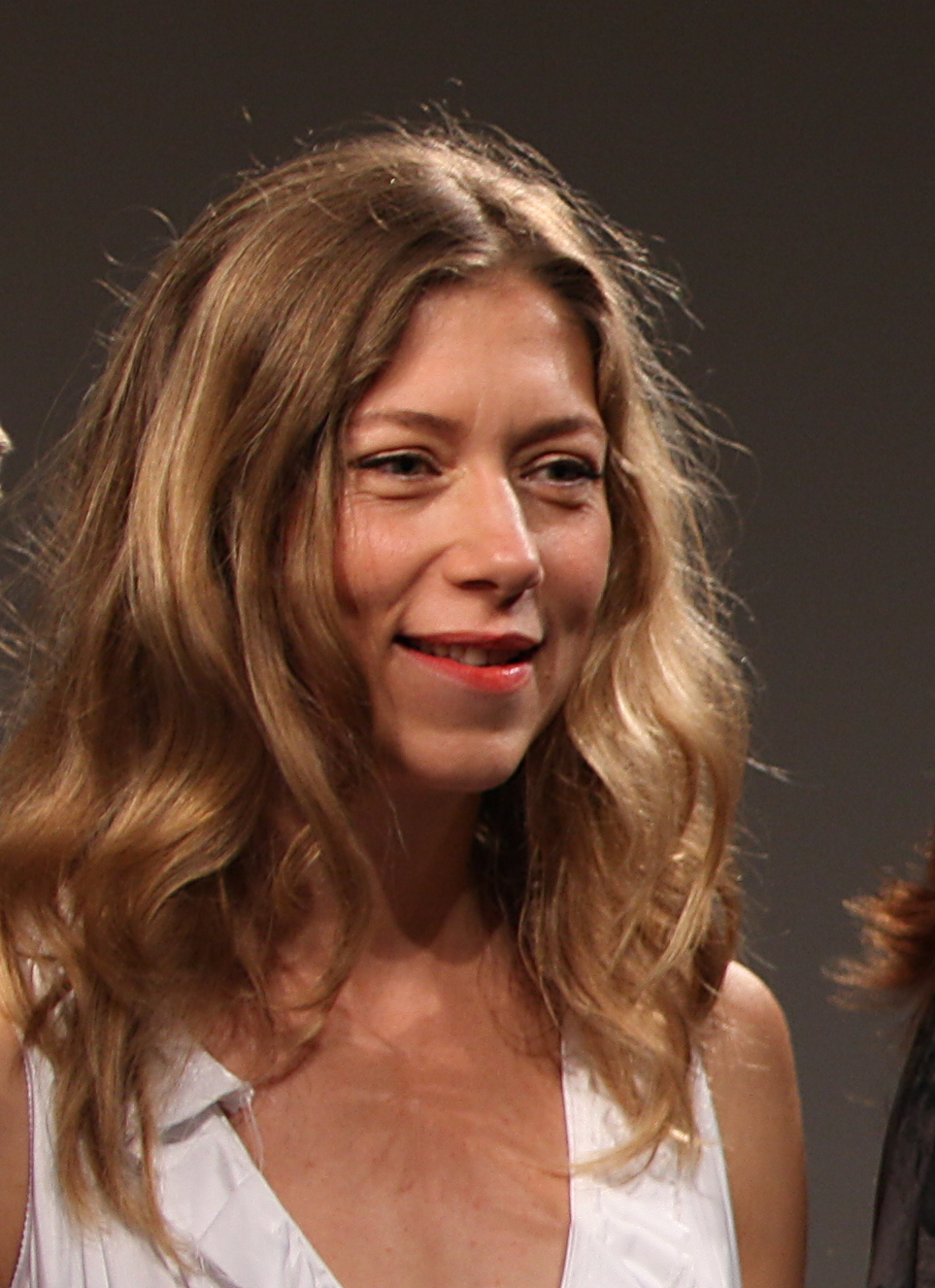
Branka Katić

- Boris Isaković

## J

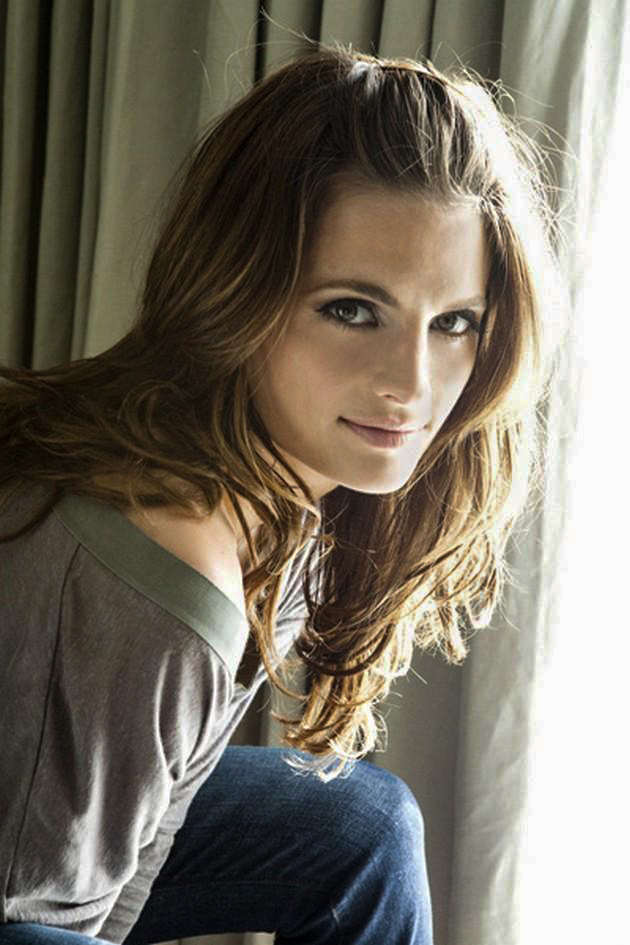
Stana Katic

- Adrienne Janic
- Dušan Janićijević
- Danina Jeftić
- Nenad Jezdić
- Mirjana Joković
- Slavitza Jovan
- Dragan Jovanović
- Dubravko Jovanović
- Ljiljana Jovanović
- Toša Jovanović
- Milla Jovovich

## K

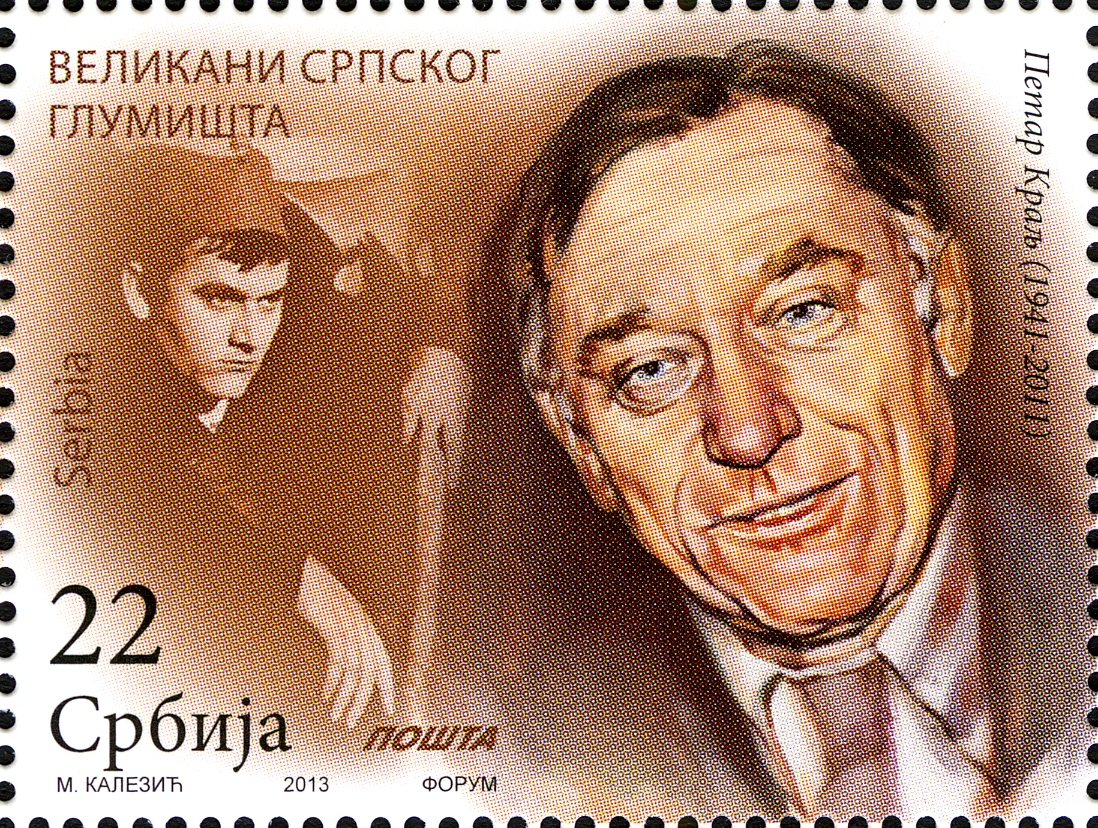
Petar Kralj

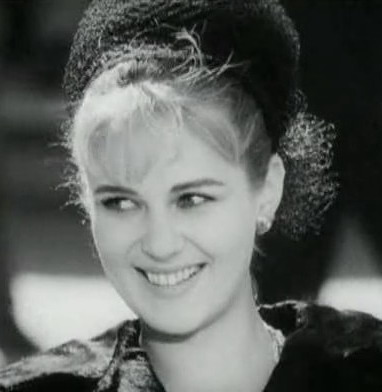
Beba Lončar

- Bata Kameni
- Branka Katić
- Stana Katić
- Stefan Kapicic
- Marija Karan
- Mirjana Karanović
- Mima Karadžić
- Gordan Kičić
- Nikola Kojo
- Ugljesa Kojadinovic
- Sonja Kolačarić
- Boris Komnenić
- Vuk Kostić
- Petar Kralj
- Ljiljana Krstić
- Miodrag Krivokapić

## L

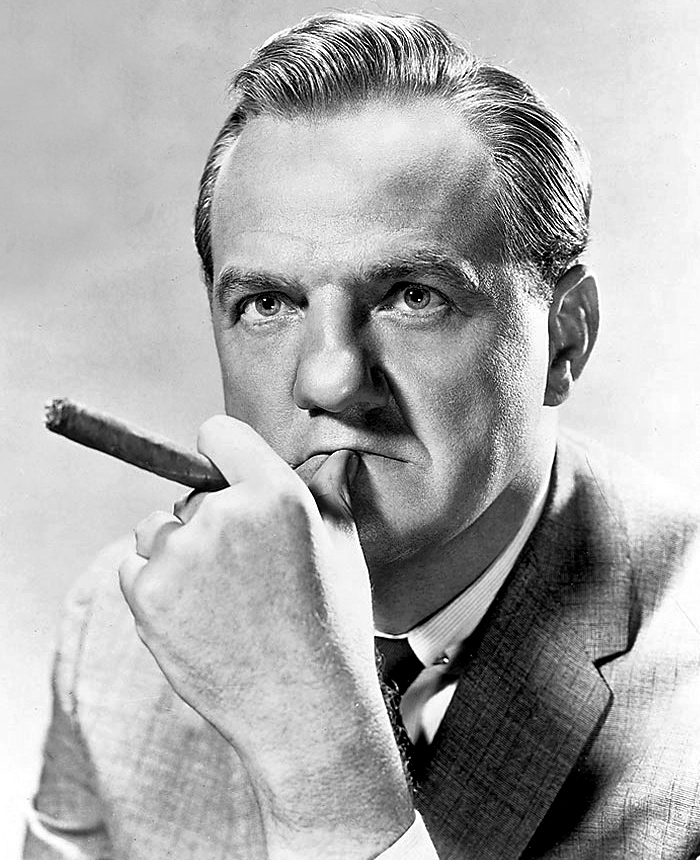
Karl Malden

- Slavko Labović
- Predrag Laković
- Žarko Laušević
- Danilo Lazović
- Branislav Lečić
- Miroljub Lešo
- Dragoljub Ljubičić
- Beba Lončar

## M

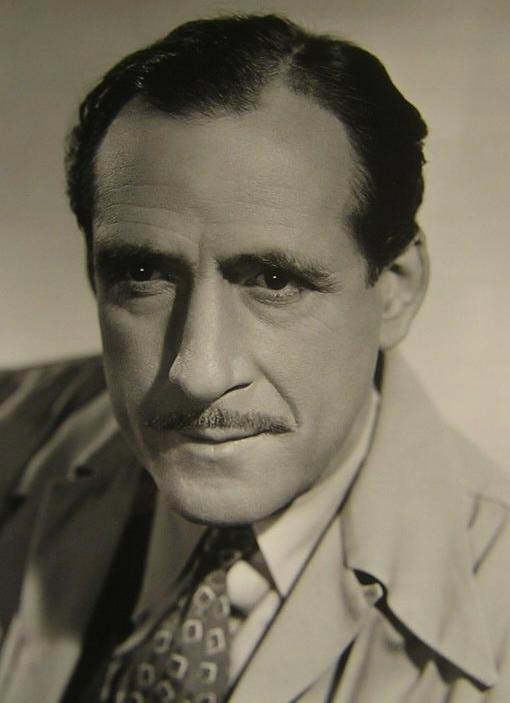
John Miljan

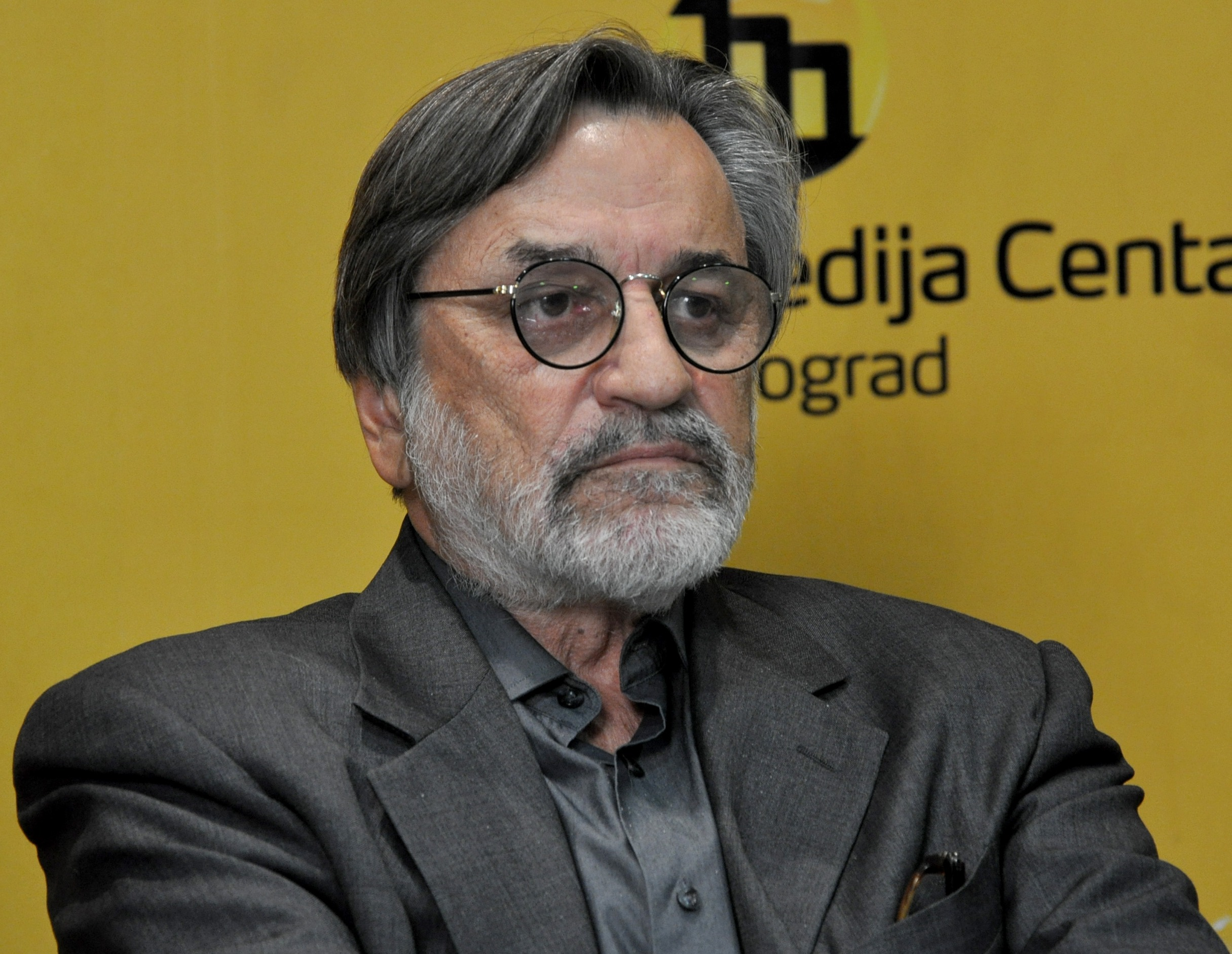
Dragan Nikolić

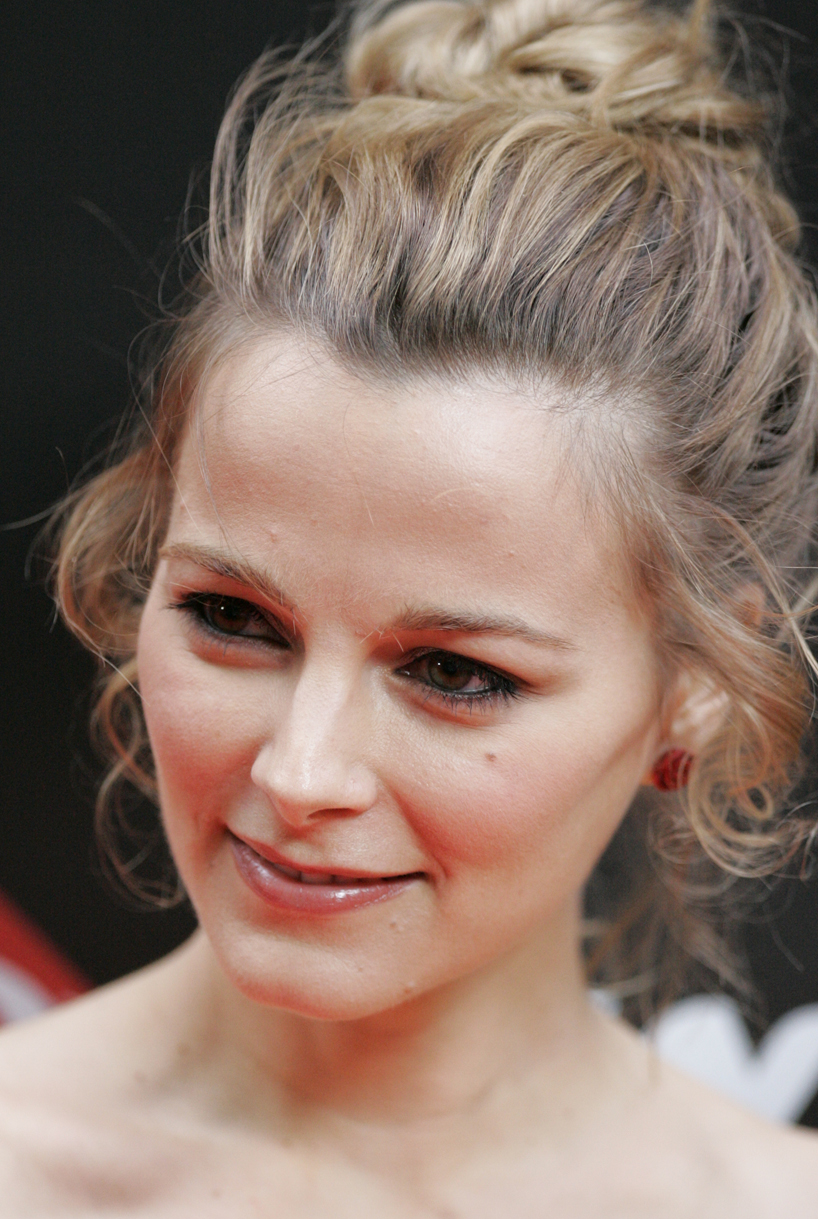
Bojana Novakovic

- Marinko Madžgalj
- Dragan Maksimović
- Karl Malden
- Milorad Mandić
- Maja Mandžuka
- Miki Manojlović
- Dragan Marinković
- Margaret Markov
- Olivera Marković
- Rade Marković
- Irfan Mensur
- Sloboda Mićalović
- Dragan Mićanović
- Dubravka Mijatović
- Radoslav Milenković
- Živojin Milenković
- Predrag Miletić
- Branko Milićević
- Predrag Milinković
- Boris Milivojević
- John Miljan
- Milos Milos
- Andrija Milošević
- Voja Mirić
- Gojko Mitić
- Sasha Montenegro
- Vjera Mujović

## N

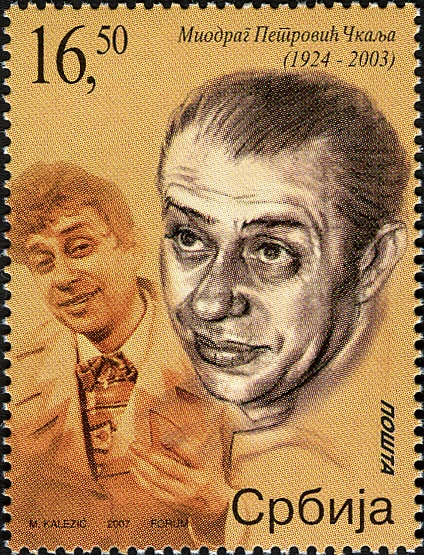
Čkalja

- Taško Načić
- Alex Nesic
- Dragan Nikolić
- Filip Nikolic
- Marko Nikolić
- Snežana Nikšić
- Nataša Ninković
- Slobodan Ninković
- Natalia Nogulich
- Bojana Novakovic

## O

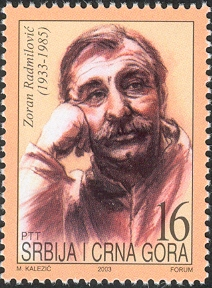
Zoran Radmilović

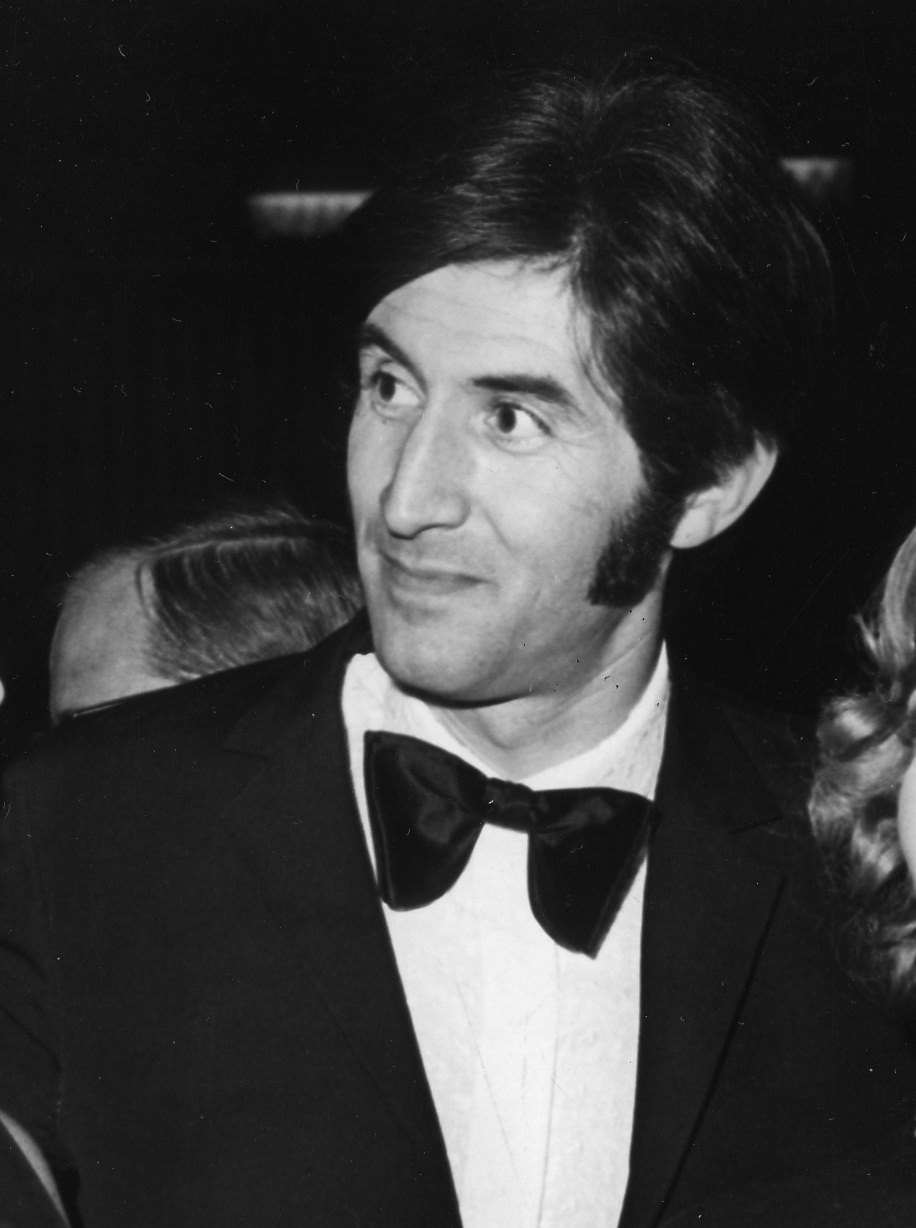
Ljubiša Samardžić

- Olga Odanović
- Bojana Ordinačev
- Shalim Ortiz
- Ljubica Otašević
- Catherine Oxenberg

## P
- Bata Paskaljević
- Nikola Pejaković
- Ljuma Penov
- Zlata Petković
- Suzana Petričević
- Iván Petrovich
- Miodrag Petrović Čkalja
- Natasha Petrovic
- Branko Pleša
- Gorica Popović
- Mustafa Presheva
- Branka Pujić

## R

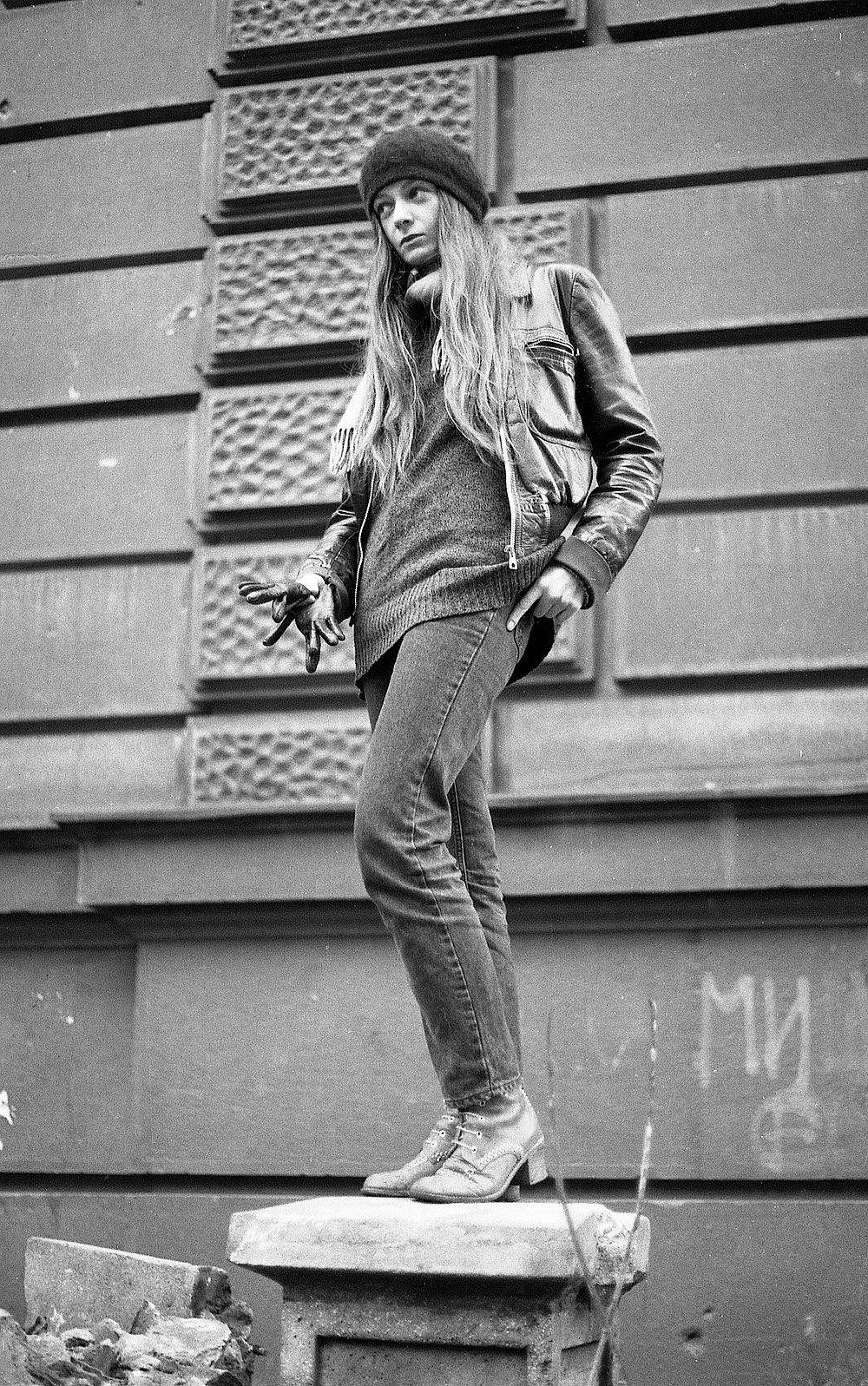
Sonja Savić

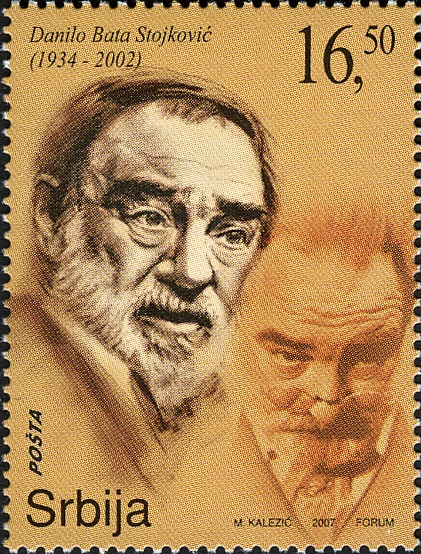
Danilo Stojković

- Goran Radaković
- Aleksandar Radenkovic
- Katarina Radivojević
- Zoran Radmilović
- Zoran Rankić
- Eva Ras
- Ivan Rassimov
- Rada Rassimov
- Nadja Regin
- Lazar Ristovski
- Đoko Rosić

## S

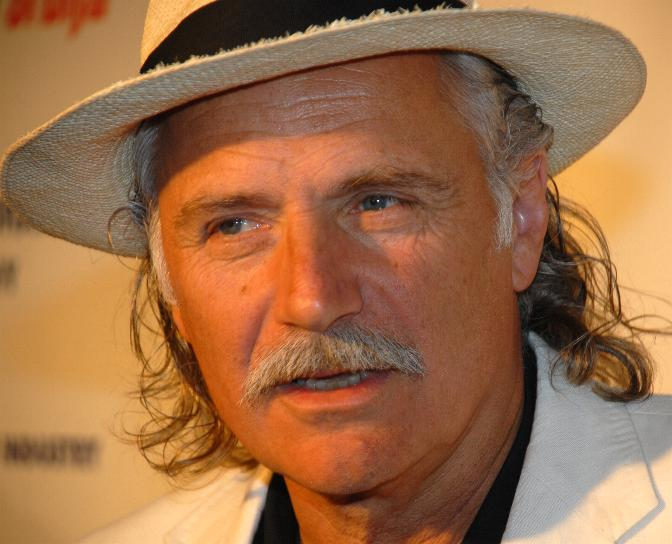
Rade Šerbedžija

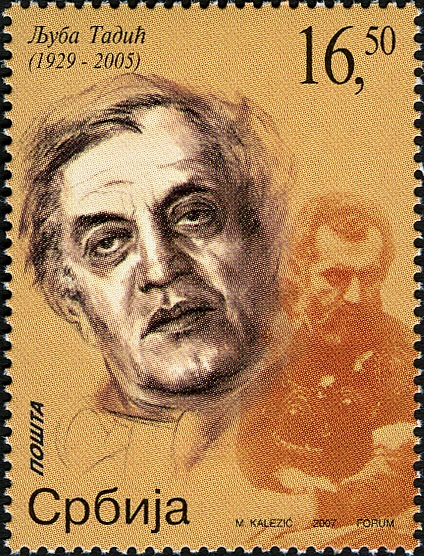
Ljuba Tadić

- Seka Sablić
- Ljubiša Samardžić
- Sonja Savić
- Radmila Savićević
- Nikola Simić
- Ružica Sokić
- Neda Spasojević
- Olga Spiridonović
- Jelica Sretenović
- Tihomir Stanić
- Boro Stjepanović
- Vlastimir Đuza Stojiljković
- Danilo Stojković
- Mira Stupica

## Š

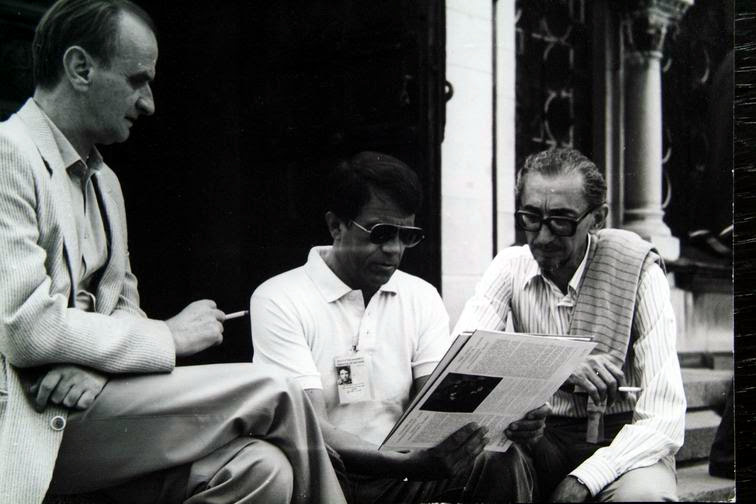
Bora Todorović in the middle

- Stevan Šalajić
- Rade Šerbedžija
- Nataša Šolak
- Slavko Štimac

## T

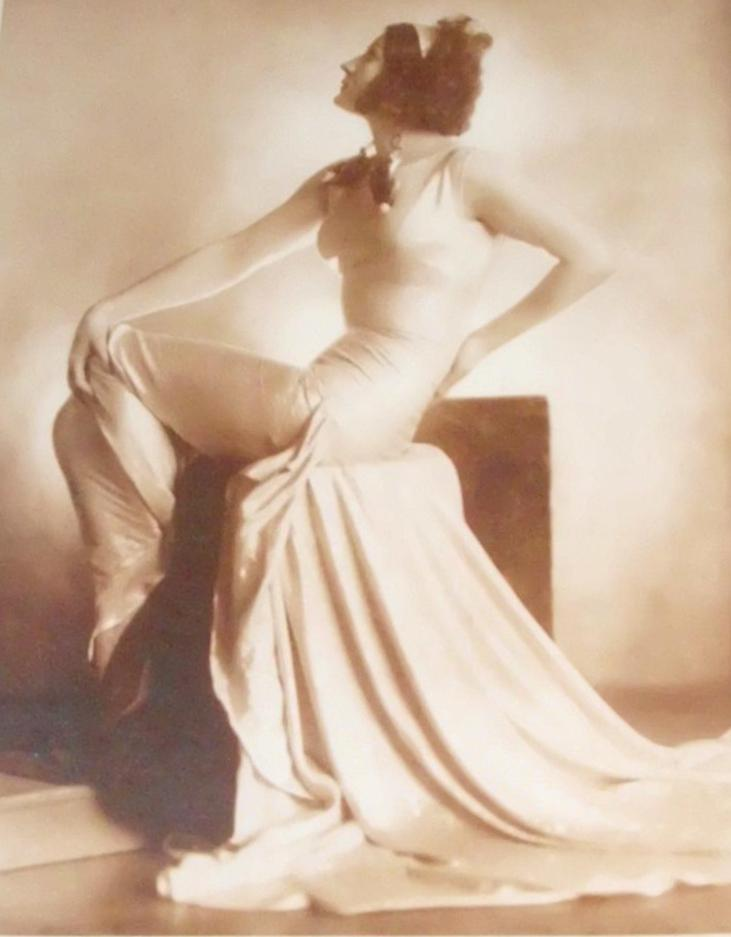
Nevenka Urbanova

- Ljuba Tadić
- Predrag Tasovac
- Josif Tatić
- Miloš Timotijević
- Jelena Tinska
- Zelda Tinska
- Bora Todorović
- Marko Todorović
- Srđan Todorović
- Milivoje Tomić
- Branko Tomović
- Branislav Trifunović
- Sergej Trifunović
- Vesna Trivalić

## U
- Renata Ulmanski
- Nevenka Urbanova

## V

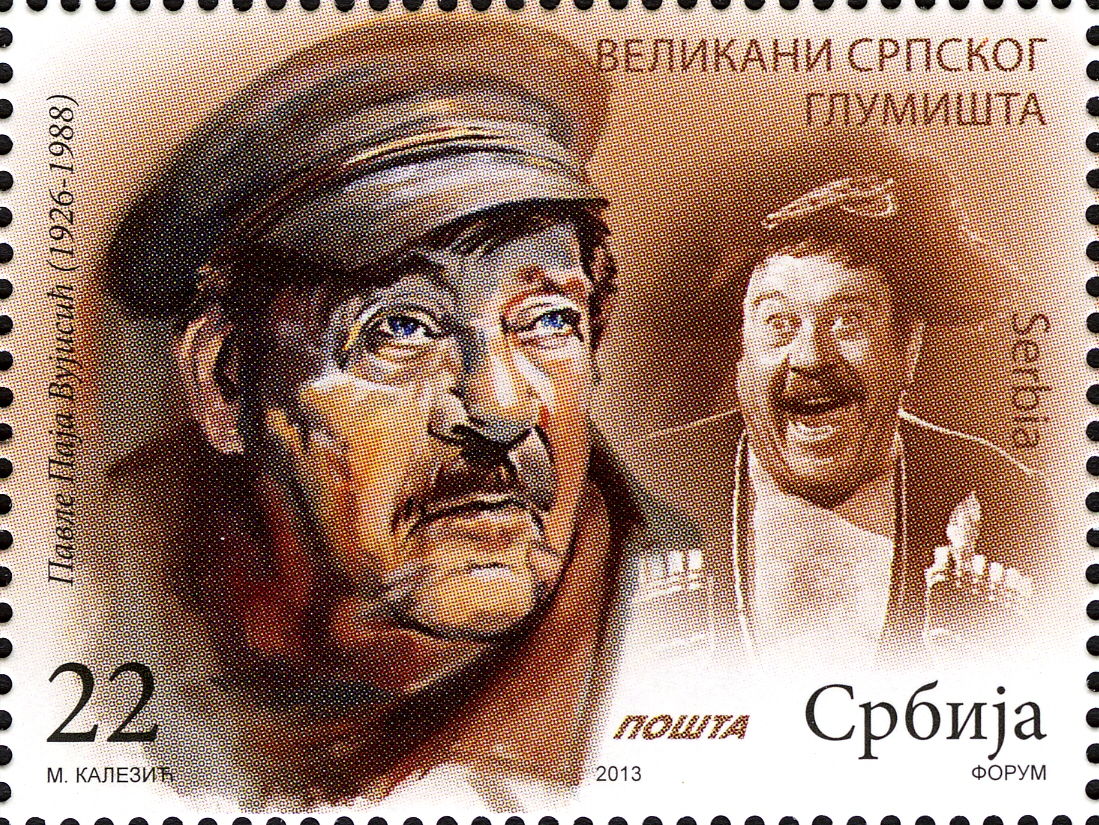
Pavle Vuisić

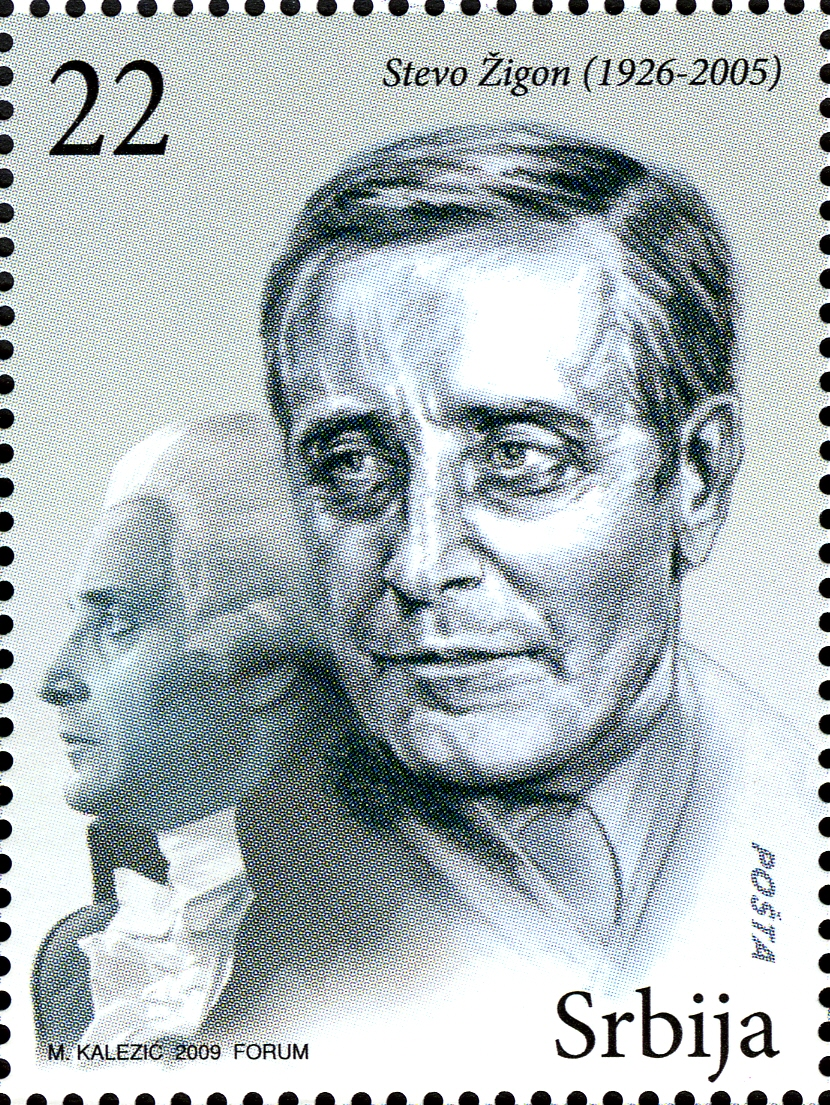
Stevo Žigon

- Holly Valance
- Mirka Vasiljević
- Mlađa Veselinović
- Andrijana Videnović
- Gala Videnović
- Steve Vinovich
- John Vivyan
- Janez Vrhovec
- Olivera Vučo
- Pavle Vuisić

- Lidija Vukićević

## Y
- Ursula Yovich

## Z
- Milenko Zablaćanski
- Geraldine Zivic

## Ž

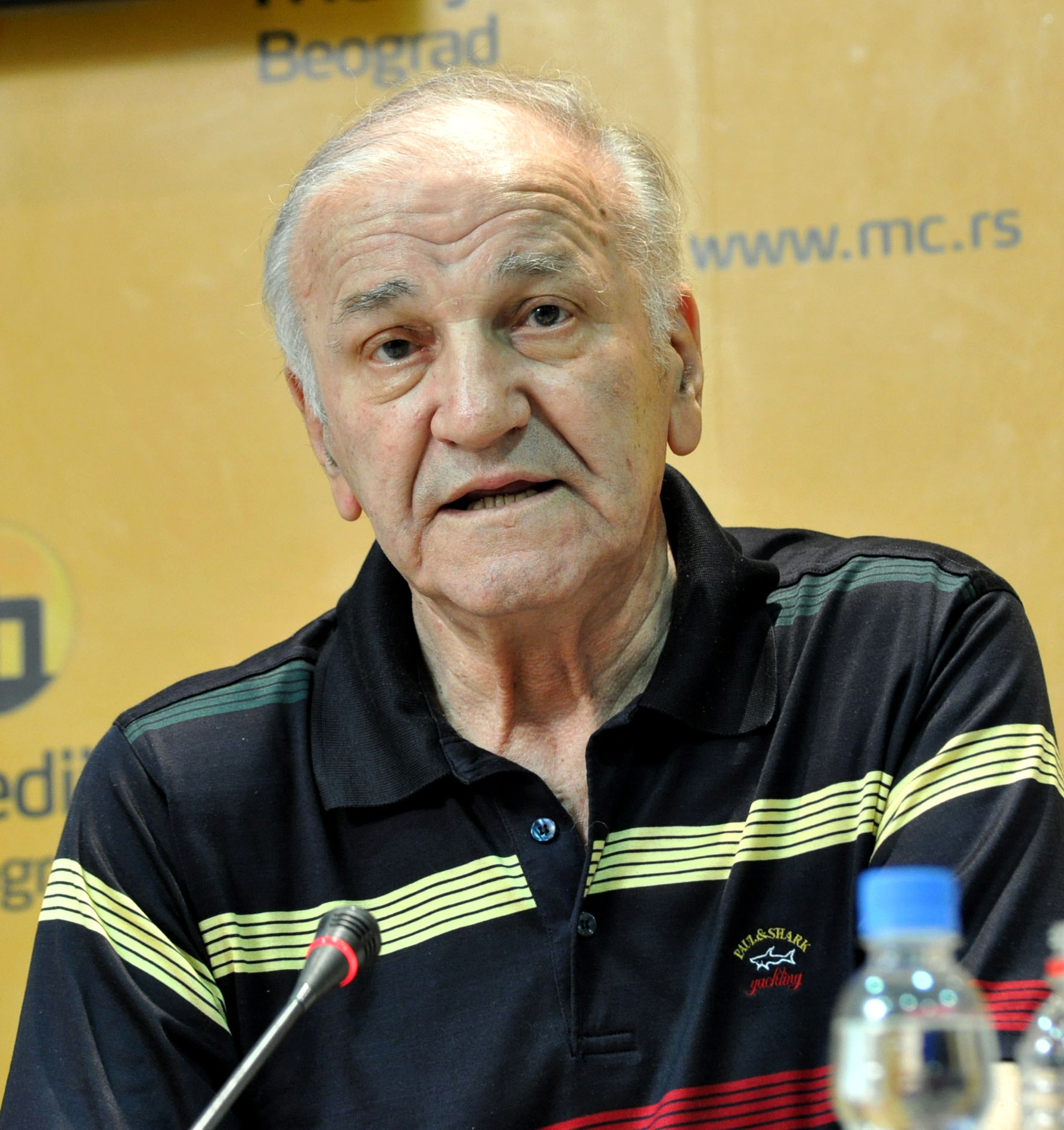
Bata Živojinović

- Dušica Žegarac
- Stevo Žigon
- Milivoje Živanović
- Radmila Živković
- Vladan Živković
- Bata Živojinović
- Miloš Žutić